# تومیسلاوتسی
تومیسلاوتسی (به صربی: Tomislavci) یک منطقهٔ مسکونی در صربستان است که در Bačka Topola Municipality واقع شده‌است. تومیسلاوتسی ۵۴۱ نفر جمعیت دارد.